# 금마초등학교 (충남)
금마초등학교는 대한민국 충청남도 홍성군 금마면 부평리에 있는 공립 초등학교이다.

## 학교 연혁
| 1929년 | 5월 9일  | 금마공립보통학교(4년제) 개교(설립인가 4월 1일) |
| 1938년 | 4월 1일  | 금마공립심상소학교(6년제)로 교명 변경          |
| 1941년 | 4월 1일  | 금마공립국민학교로 교명 변경                   |
| 1981년 | 3월 9일  | 병설유치원 1학급 개원                          |
| 1984년 | 3월 2일  | 특수학급 개설                                  |
| 1996년 | 3월 1일  | 금마초등학교로 교명 변경                       |
| 2004년 | 4월 1일  | 무상급식 실시                                  |
| 2012년 | 2월 14일 | 제80회 16명 졸업(졸업생 총수 8,421명)          |
| 2012년 | 3월 1일  | 초등학교 7학급, 병설유치원 1학급 편성          |
| 2013년 | 2월 15일 | 81회 11명 졸업(졸업생 총수 8,432명)            |
| 2013년 | 3월 1일  | 초등학교 7학급, 병설유치원 1학급 편성          |
| 2017년 | 2월 14일 | 85회 8명 졸업(졸업생 총수 8,461명)             |
| 2017년 | 3월 1일  | 초등학교 7학급, 병설유치원 1학급 편성          |

## 참고 자료
- 금마초등학교 - 한국교육학술정보원 학교알리미